# Полемон (син на Андромен)
Вижте пояснителната страница за други личности с името Полемон.
Полемон (на старогръцки: Πολέμων; Polemon; † сл. 316 г. пр. Хр.) е войник на македонския цар Александър Велики и диадох през ранните диадохски войни през IV век пр. Хр.
Той е четвъртият син на Андромен от Тимфея.  Неговите братя са Аминта († 330 г. пр. Хр.), Атал († 316 г. пр. Хр.) и Симия († 330 г. пр. Хр.). Той и братята му са взети от цар Филип II в македонския двор в Пела, където стигат до важни позиции. Най-големият му брат Аминта е през 333 г. пр. Хр. диадох на македонския цар Александър Велики.
Той вероятно е паж на Александър в похода му в Азия, когато през 330 г. пр. Хр. братята му са заподозрени в участие в запланувания заговор на Димна. При арестуването на Филота Полемон бързо напуска военния лагер, което засилва подозрението в тях. Аминта го извиква отново в лагера и след водената от него защита, братята са обявени за напълно невинни.
До смъртта на Александър 323 г. пр. Хр. Полемон повече не е споменаван. Като зет на Пердика той е при брат си Атал, когато двамата през 321 г. пр. Хр. получават задачата да поемат шествието за занасянето на трупа на Александър в Сирия и да го занесат в Македония. Обаче диадох Архидай, който дотогава ръководи шествието, ги изпреварва и с помощта на Птолемей занася трупа на завладяващия в Египет. След края на Пердика на Нил 320 г. пр. Хр. Атал и Полемон се присъединяват към другия им зет Алкет, но през 319 г. пр. Хр. са победени и племнени в битката при Кретополис от Антигон Монофталм.
За последен път Полемон е споменат през 316 г. пр. Хр., когато с брат му и други пленници поемат контрола над техния затвор и след това са обсадени от Стратоника.
Не е известно дали с брат му са умрели или отиват на страната на Антигон.